# تشاريتي واسياما
تشاريتي واسياما (من مواليد 1936) كاتبة كينية كَتَبَت عدة روايات للمُراهقين ورواية عن سيرتها الذاتية، ابنة مومبي (1969). يستند عملها إلى أساطير الكيكويو وتقاليد السرد القصصي. خلال ستينيات القرن الماضي، أصبحّت واسياما وغريس أوغوت أول كاتبّتيْن كينيتين تَنشُران بالإنجليزية.

## حياتها
نشأت تشاريتي وانجيكو واسياما في كينيا قبل الاستقلال، خلال الصراع العنيف ضد الاستعمار بين الماو ماو والحكام البريطانيين. وفقًا لتقاليد تسمية الكيكويو، مُنحّت اسم أخت والدها الصغرى وانجيكو («ثرثرة»)، أما اسمها الأخير واسياما، فيعني «الخرز»، كونه لقب والد جدتها «لأنه امتلك كثيراً من الماعز كالخرز في قلادة».
أصبحت واسياما واحدة من الكتاب الرائدين في كينيا في أدب الطفل مع نشرها في 1966 لكتابها الأول «مويرو، فتاة النعام» والذي تلاه كُتُب أخرى للشباب: «الريشة الذهبية» و«إعداد الأفراح» و«من ينادي؟» يحكي كتاب سيرتها الذاتية ابنة مومبي، الذي نُشر في 1969، عن التوترات التي تشعُر بها مُراهقة تتشتت بين انتمائها للهويات التقليدية (كانت مومبي المؤسس الأسطوري للكيكويو) وأب يعتبر دعمه للحكم الاستعماري البريطاني هو انتماء للحداثة. كُرسّ الكتاب لوالد واسياما الذي قُتل أثناء انتفاضة ماو ماو.
كانت واسياما مترددة حينما كتبت باللغة الإنجليزية عن التقليد الثقافي المثير للجدل المتمثل في ختان الإناث، في وقت لم يكن كل المؤلفين المنحدرين من أصل أفريقي يكتبون عنه في الستينيات. وقد نُشرّت أعمالها قبل انتهاء الاستعمار في كينيا وكانت الكتابة عن هذه القضية الحساسة من قبل أن يصبح الكفاح من أجل حقوق المرأة بارزاً وقبل الاعتراف بالآثار الجسدية والنفسية لتلك الممارسة الخاصة على النساء المتضررات عامةً أو منحها اهتمامًا عالميًا.
أُدرجّت واسياما ضمن مختارات بنات أفريقيا 1992، من تحرير مارغريت باسباي.

## أعمالها
- مويرو، فتاة النعام (نيروبي: دار نشر شرق إفريقيا، 1966)[13]
- الريشة الذهبية (نيروبي: دار نشر شرق إفريقيا، 1966)[14]
- ابنة مومبي (نيروبي: جاك كومبتون، 1969)[15]
- إعداد الأفراح (نيروبي: دار نشر شرق إفريقيا، 1972)[16]
- من ينادي؟ (نيروبي: دار نشر شرق إفريقيا، 1973)[17]